# Лященко, Николай Григорьевич
Никола́й Григо́рьевич Ля́щенко (3 [16] мая 1910 — 10 октября 2000) — советский военачальник, генерал армии (1968). Герой Советского Союза (1990). Член ЦК КПСС (1971—1989).

## Биография
Родился на станции Зима Иркутской губернии, ныне город в Иркутской области. Русский. Сын кузнеца (из политических ссыльных) и крестьянки. Ещё перед Октябрьской революцией 1917 года вместе с семьёй переехал в Киргизию. Жил в городе Пржевальске (ныне Каракол). Окончил 2 класса вечерней рабочей школы. Работал конюхом, молотобойцем, помощником кузнеца на Урюктинском конном заводе, с 1925 года — кузнецом села Сазановка Иссык-Кульского района, с 1928 по сентябрь 1929 года — членом профкома Урюктинского конного завода в Караколе, с февраля 1929 — инструктором в профсоюзном комитете сельскохозяйственных рабочих в селе Сазановка Киргизской ССР и инструктором районного отделения профсоюза сельскохозяйственных рабочих в Караколе.

## Служба перед войной
Осенью 1929 года возник советско-китайский конфликт на КВЖД. Николай Лященко в октябре 1929 года добровольно вступил в Красную армию, чтобы участвовать в защите КВЖД от китайских милитаристов. Вскоре конфликт был улажен, и его направили для обучения в Объединённую Среднеазиатскую военную школу имени В. И. Ленина в Ташкенте, которую он окончил в 1932 году. Член ВКП(б) с 1931 года. В период учёбы в составе сводных курсантских отрядов неоднократно участвовал в боевых операциях против басмачества в Средней Азии. За отличие в боях награждён именным оружием.
По окончании школы с 1932 года служил в 217-м стрелковом полку 73-й стрелковой дивизии Сибирского военного округа (Омск): командир стрелкового взвода, помощник командира и командир стрелковой роты, заместитель командира батальона, начальник команды снайперов, начальник полковой школы младших командиров. За отличную боевую подготовку подразделения в 1936 году награждён своим первым орденом — Красной Звезды.
С мая 1937 года по октябрь 1938 года майор Лященко участвовал в Гражданской войне в Испании, был военным советником командиров дивизии и корпуса республиканской армии. Награждён орденом Красного Знамени. Сразу после возвращения в СССР направлен на учёбу. В 1941 году окончил Военную академию РККА имени М. В. Фрунзе. С мая 1941 года — заместитель командира 737-го стрелкового полка 206-й стрелковой дивизии в Одесском военном округе (Запорожье).

## Великая Отечественная война
В боях Великой Отечественной войны майор Лященко с самых первых дней. С 25 июня — командир 2-го запасного стрелкового полка 11-й стрелковой бригады (Днепропетровск), с 13 июля — командир 972-го стрелкового полка 255-й стрелковой дивизии там же. Участвовал в обороне Днепропетровска в августе-сентябре 1941-го, его полк последним ушёл из города и взорвал за собой мосты через Днепр; затем участвовал в Тираспольско-Мелитопольской и Донбасской оборонительных операциях, в Барвенково-Лозовской наступательной операции.
С 1 февраля 1942 года был заместителем командира 255-й стрелковой дивизии на Южном фронте. С 7 марта 1942 года — командир 106-й стрелковой дивизии. В мае 1942 года во время Харьковской катастрофы дивизия попала в окружение, однако подполковник Н. Г. Лященко вывел сильно поредевшие, но сохранившие боеспособность части дивизии к своим (20 мая дивизия прорвалась из кольца окружения, а уже 25 мая вновь введена в бой). Во время Воронежско-Ворошиловградской оборонительной операции 17 июля 1942 года вторично попал в окружение на Юго-Западном фронте в районе Миллерово, 3 августа вышел к своим с отрядом бойцов. Был уже официально объявлен пропавшим без вести. После проверки в НКВД в сентябре 1942 года назначен с понижением в должности заместителем командира 18-й стрелковой дивизии на Волховском фронте. Участвовал в прорыве блокады Ленинграда. В марте 1942 года был легко ранен, а в июле 1942 года — контужен.
С 3 марта 1943 года — командир 73-й отдельной морской стрелковой бригады на Ленинградском фронте. С 29 мая 1943 года до конца войны командовал 90-й стрелковой дивизией в составе 2-й ударной армии на Ленинградском и 2-м Белорусском фронтах. В боях действий проявил личное мужество и героизм, несколько раз был ранен, умело руководил дивизией. В январе 1944 года дивизия Лященко отличилась в Ленинградско-Новгородской операции, в ходе которой ударом с Ораниенбаумского плацдарма прорвала строившуюся два с половиной года немецкую оборону, замкнула кольцо окружения вокруг группировки врага и освободила города Ропша и Гатчина. В марте 1944 года участвовал в наступательных боях на Псковском направлении, закончившихся неудачей.
В ходе Выборгской операции в июне 1944 года отличился во взятии города Уурас и при штурме города-крепости Выборг. Николай Лященко был первым советским военным комендантом Выборга.
В сентябре 1944 года 90-я стрелковая дивизия была переброшена в Прибалтику, где вновь отличилась при освобождении от врага Эстонской ССР (Таллинская операция, в ходе её дивизия не только прорвала немецкую оборону, но за последующие 10 дней прошла с боями почти 300 километров, освободив 2 города и около 300 других населённых пунктов), в Восточно-Прусской, Восточно-Померанской, Берлинской операциях. Дивизия генерала Лященко освобождала города Пярну, Остероде, Гнев, Старогард, Данциг (Гданьск), Свинемюнде. Последней боевой операцией 90-й дивизии стал десант на остров Рюген у германского побережья. Всего за годы войны 90-я стрелковая дивизия 16 раз отмечалась в приказах Верховного Главнокомандующего И. В. Сталина. Её командир генерал-майор Лященко представлялся к званию Герой Советского Союза в мае 1945 года за прорыв от Одера к Рюгену в ходе Берлинской наступательной операции (дивизия прошла свыше 250 километров, захватила 170 орудий, 850 пулемётов и свыше 5000 пленных). Представление подписал командир 108-го стрелкового корпуса В. С. Поленов, его поддержал командующий 2-й ударной армией И. И. Федюнинский, но удостоен звания Героя не был, вместо него награждён третьим орденом Красного Знамени.
13 ноября 1945 года подписал с британским генерал-майором Колином Барбером (1897—1964) довольно известное в западной историографии соглашение о демаркации границы между советской и британской оккупационными зонами (затем ставшей границей между ГДР и ФРГ) в провинциях Мекленбург и Шлезвиг-Гольштейн (de:Barber-Ljaschtschenko-Abkommen).

## Послевоенная служба

Могила Лященко на Кунцевском кладбище Москвы.

Командовал 90-й стрелковой дивизией до февраля 1946 года, затем был направлен на учёбу. В феврале 1948 года Н. Г. Лященко окончил Высшую военную академию имени К. Е. Ворошилова, а в 1957 и в 1970 годах — Высшие академические курсы при Военной академии Генерального штаба ВС СССР имени К. Е. Ворошилова. После окончания академии командовал последовательно 10-й механизированной дивизией в 39-й армии в Забайкалье (с мая 1948 года), 11-м гвардейским стрелковым корпусом в Московском военном округе (с октября 1953), 12-м стрелковым корпусом в Северо-Кавказском военном округе (с июня 1956 года). С 24 декабря 1957 года — первый заместитель командующего войсками Туркестанского военного округа. С ноября 1963 года — командующий войсками Приволжского военного округа. С декабря 1965 года — командующий войсками Туркестанского военного округа. 22 февраля 1968 года Н. Г. Лященко присвоено воинское звание генерал армии.
С августа 1969 года — командующий войсками Среднеазиатского военного округа, руководил усилением обороны советски-китайской границы после нападения китайцев в районе озера Жаланашколь в 1969 году. С ноября 1977 года — военный инспектор-советник Группы генеральных инспекторов Министерства обороны СССР. Звание Героя Советского Союза присвоено указом Президента СССР М. С. Горбачёва от 4 октября 1990 года за мужество и героизм, проявленные на фронтах Великой Отечественной войны.
С мая 1992 года — в отставке. Жил в Москве. После выхода в отставку активно участвовал в общественной жизни, много выступал в печати. Скончался на 91-м году жизни. Похоронен на Кунцевском кладбище.
С 1966 по 1971 годы был кандидатом в члены ЦК КПСС. С 1971 по 1981 годы — член ЦК КПСС. Депутат Верховного Совета СССР 7—9-го созывов (1966—1979 гг.). Член бюро ЦК КП Узбекистана (1966—1971) и Казахстана (1971—1976). Депутат Верховного Совета РСФСР, депутат Верховного Совета Киргизской ССР.

## Награды
- Герой Советского Союза (4 октября 1990).
- Орден Жукова (Российская федерация, 25 апреля 1995) — за отличия в руководстве войсками при проведении боевых операций в период Великой Отечественной войны 1941-1945 годов[8].
- Пять орденов Ленина (22 июня 1944, 26 октября 1955, 22 февраля 1968, 21 февраля 1978, 4 октября 1990).
- Орден Октябрьской революции (4 мая 1972).
- Четыре ордена Красного Знамени (2 марта 1938, 1 октября 1944, 2 июня 1945, 15 ноября 1950).
- Орден Суворова 2-й степени (21 февраля 1944).
- Орден Кутузова 2-й степени (10 апреля 1945).
- Орден Отечественной войны 1-й степени (11 марта 1985).
- Три ордена Красной Звезды (16 августа 1936, 17 марта 1942, 3 ноября 1944).
- Орден «За службу Родине в Вооружённых Силах СССР» 2-й и 3-й (30 апреля 1975) степеней.
- Медали СССР.
- Государственный почётный знак особого отличия «Маршальская звезда» (1 ноября 1974)[9]
- Иностранные ордена и медали:
  - Орден «Манас» 3-й степени (Кыргызстан, 3 мая 2000) — за ратные подвиги, проявленные в годы Великой Отечественной войны, активное участие в воспитании молодёжи в духе патриотизма, славных боевых и трудовых традиций, а также в связи с 55-летием Победы в Великой Отечественной войне 1941-1945 годов[10]
  - Орден «Легион почёта» степени офицера (США, 26 июня 1944)
  - Орден Возрождения Польши 2-й степени (ПНР, 6 октября 1973)
  - Орден «Virtuti militari» 4-й степени (ПНР, 19 декабря 1968);
  - Орден «Крест Грюнвальда» 2-й степени (ПНР)
  - Орден Дружбы (Вьетнам)
  - Орден «За заслуги перед Отечеством» 1-й степени (ГДР)
  - Орден Шарнхорста (ГДР, 6 мая 1985)
  - Орден Красного Знамени (ВНР, 1970)
  - Орден Красного Знамени (Монголия, 6 июля 1971)
  - Медаль «30 лет освобождения Чехословакии Советской Армией» (ЧССР)
  - Медаль «За Одру, Нису и Балтику» (ПНР)
  - Медаль «30-я годовщина Революционных Вооружённых сил Кубы» (Куба, 1986)
  - Медаль «30 лет Болгарской народной армии» (14 сентября 1974)
  - Медаль «30 лет Победы над фашистской Германией» (Болгария, 6 марта 1975)
  - Медаль «100 лет со дня рождения Георгия Димитрова» (Болгария, 20 мая 1983)
  - Медаль «40 лет Победы над гитлеровским фашизмом» (Болгария, 16 мая 1985)
  - Медаль «50 лет Монгольской Народной Армии» (15 марта 1971)
  - Медаль «50 лет Монгольской Народной Революции» (16 декабря 1971)
  - Медаль «60 лет Монгольской Народной Армии» (29 декабря 1981)
  - Медаль «30 лет Победы над милитаристской Японией» (Монголия, 8 января 1976)

## Воинские звания
- Старший лейтенант (1936)
- Капитан
- Майор (имел это звание в 1938)
- Подполковник (имел это звание в 1941)
- Полковник (1942)
- Генерал-майор (3.06.1944)
- Генерал-лейтенант (3.08.1953)
- Генерал-полковник (9.05.1961)
- генерал армии (22.02.1968)

## Сочинения
- Лященко Н. Г. Наука побеждать. — Ташкент, 1970.
- Лященко Н. Г. Годы в шинели. В 3 книгах. — Фрунзе: «Кыргызстан», 1974—1982.
- Лященко Н. Г. Время выбрало нас. — М.: Воениздат, 1990. — 528 с. — (Серия «Военные мемуары»).
- Лященко Н. Г. Жуков — полководец нашей эпохи. // Сборник «Кавалеры ордена Жукова о великом полководце». М.: изд ВАГРИУС. — 1998. — С.ЗЗ—43.
- Лященко Н. Г. Наступает Девяностая... // Пароль — «Победа!» / составитель Я. Ф. Потехин, лит. запись и обработка М. П. Стрешинского и И. М. Франтишева, под общей редакцией Ф. Самойлова. Редактор М. А. Шаталина, художник В. Н. Шульга, художник-редактор О. И. Маслаков, технический редактор И. Г. Сидорова, корректор А. Г. Ткалич. — Л.: Лениздат, 1969. — С. 408—420. — 648 с. — (Воспоминания об участии авиации в обороне города, Ленинград, оборона 1941—1944 гг. Воспоминания и записки). — 90 000 экз.
- Лященко Н. Г. С огнём и кровью пополам. // «Военно-исторический журнал». — 1995. — № 2 (март-апрель).
- Лященко Н. Г. 2-я Ударная армия в боях за Родину. // «Военно-исторический журнал». — 1988. — № 3. — С.71—77.
- Лященко Н. Г. Генерал армии И. Е. Петров. // «Военно-исторический журнал». — 1986. — № 9. — С. 188—192.
- Лященко Н. Г. Дыбенко Павел Ефимович // «Военно-исторический журнал». — 1989. — № 5. — С. 79—83.
- Лященко Н. Г. Малиновский. // «Военно-исторический журнал». — 1990. — № 9. — С.64—68.
- Лященко Н. Г. Маршал Советского Союза Говоров Л. А.: к 90-летию со дня рождения. // «Военно-исторический журнал». — 1987. — № 2. — С.43—46.
- Лященко Н. Г. Советские волонтёры свободы. Из воспоминаний участника гражданской войны в Испании. // «Марксизм и современность». — 1998. — № 2-3. — С. 106—109.
- свыше 40 статей по вопросам патриотического воспитания молодёжи, актуальным проблемам отношений армии и общества в новых условиях, истории Великой Отечественной войны

## Память
- Почётный гражданин городов Грайфсвальд (Германия), Цеханув (Польша), Кировск (Ленинградская область).
- Его именем названа улица в деревне Гостилицы (Ломоносовский район, Ленинградская область)
- Мемориальная доска установлена 1 мая 2021 года на здании ратуши города Грайфсвальд[11]
- Его именем названа школа в селе Ананьево в Республике Кыргызстан, которую он посещал неоднократно во время празднования Дня Победы